# Autorail ARST ADe 90
 (décembre 2021).
Les autorails ARST ADe sont des autorails à moteur diesel-électrique conçus à partir des autorails Fiat ALn 663 et Fiat M4 et construits par Breda C.F. et Ferrosud pour le transport local des voyageurs sur le réseau secondaire à écartement réduit de la Sardaigne en 1995. L'opérateur du réseau de l'île de la Sardaigne est, depuis 2008, la compagnie publique ARST-Société régionale de transport sarde.
La désignation de ces matériels roulants légers est l'acronyme de Autorail Diesel électrique. Comme son nom l'indique, ces matériels sont équipés de moteurs diesel qui alimentent une génératrice de courant pour alimenter les moteurs électriques montés sur les bogies. Ces matériels viennent compléter le parc d'autorails de la compagnie ARST composé d'autorails ADe datant des années 1950. Les 8 exemplaires Breda T40 ont été immatriculés 91 à 98 et les 7 remorques correspondantes de type semi-pilotes RPe 901 à 907. 

## Histoire

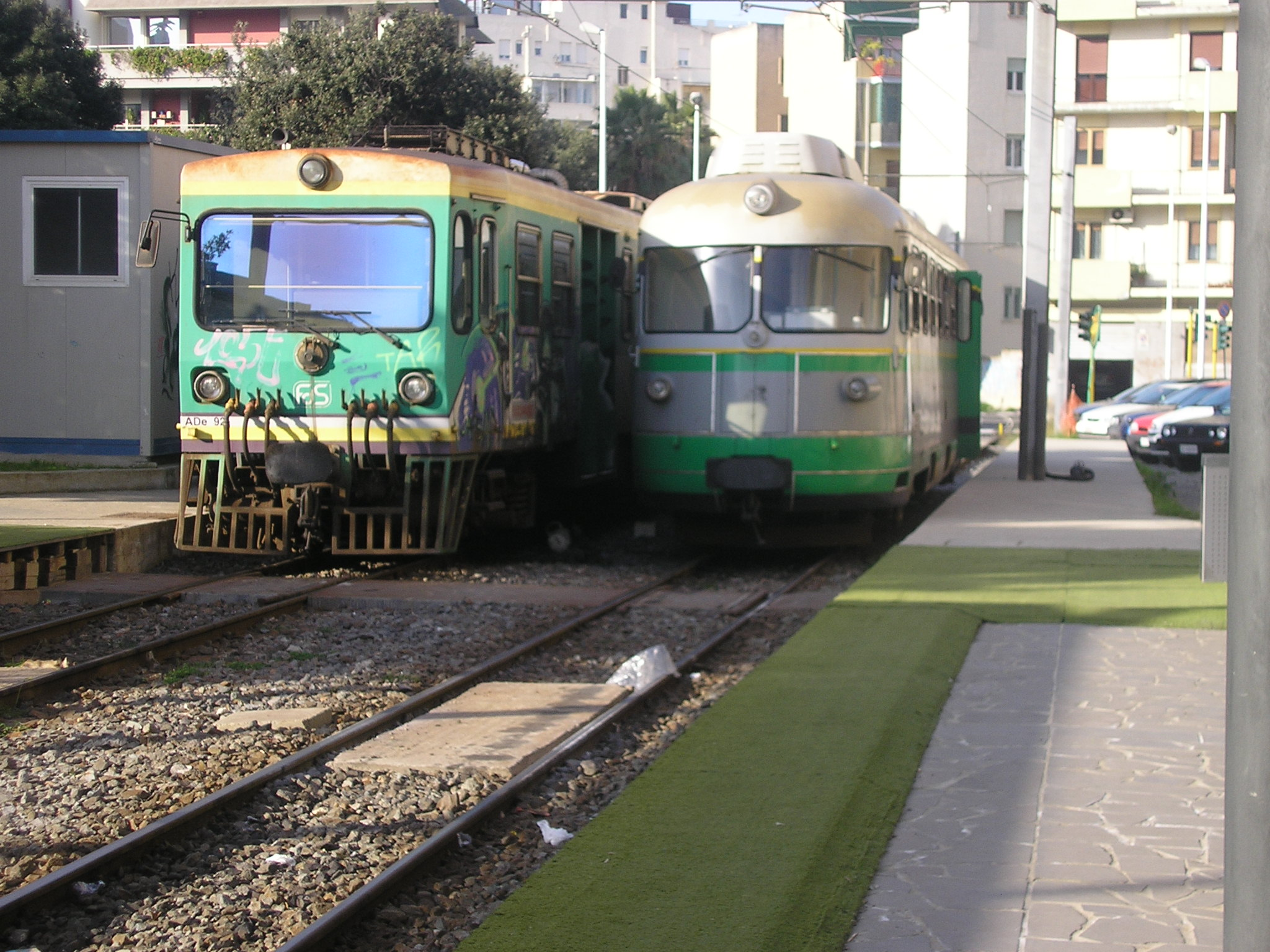
Un autorail ADe 90 à gauche et un ancien autorail ADe 20 à droite en gare de Largo Gennari à Cagliari en 2008

Au début des années 1990, la société ferroviaire Ferrovie della Sardegna propose un plan d'amélioration du service de transport ferroviaire avec une augmentation des vitesses commerciales sur les lignes voyageurs desservies. Le projet prévoyait une révision du tracés des voies et l'achat de nouveaux matériels roulants. Une forte dotation budgétaire est alors accordée afin de financer ces modifications.
Un lot de 8 autorails diesel-électriques et 5 remorques semi-pilotes fut commandé en janvier 1995 au constructeur italien Breda. Les 4 premiers exemplaires ont été livrés en cours d'année et immédiatement mis en service sur le réseau des FdS sur le secteur de Cagliari. Les 4 autres exemplaires, livrés en début d'année 1996, 2 ont été affectés au secteur de Macomer et 2 à Sassari. 
En 2008, la Région Sardaigne avait fusionné tous les opérateurs ferroviaires et en 2010 ARST devient l'unique opérateur ferroviaire sur l'île. 
L'autorail ADe 96 a été très gravement endommagé en 2007 et n'a pas été remise en état.

## Technique
Les huit autorails ADe série 90, immatriculés 91 à 98, sont des matériels dérivés des Fiat ALn 663 FS. Commandés au constructeur milanais Breda C.F., ils ont été construits par Ferrosud pour la partie mécaniques avec une fourniture de l'appareil électrique de traction par Tecnomasio. La caisse est dérivée de celle du Fiat M4 de Fiat Ferroviaria et souvent construite sous licence par Ferrosud pour les matériels destinés aux Ferrovie della Calabria et Ferrovie Appulo Lucane durant les années 1980. La livrée ARST, inchangée depuis leur création, est vert avec des bandeaux blancs et des filets jaune et noir.
Chaque autorail est équipé de deux moteurs diesel développant 184 kW chacun, soit au total 368 kW. La transmission est électrique. Chaque moteur est accouplé à un générateur asynchrone de courant qui alimente les moteurs électriques placés dans les bogie. La vitesse maximale est de 130 km/h mais bridée à 100 km/h.
Les autorails ADe série 90 sont bidirectionnels. Ils comportent deux cabines de conduite à chaque extrémité. Ils peuvent être couplés en multiple avec trois autres autorails ou trainer deux remorques semi-pilotes RPe avec cabine de conduite avec un second autorail pour garantir une puissance suffisante. Comme tous les matériels à écartement réduit, ils ne comportent qu'un seul tampon central à chaque extrémité.
Chaque autorail comporte 52 places assises en 2ème classe réparties en deux compartiments, de chaque côté des portes d'accès centrales. Les remorques comportent 57 places assises.

Autorails ADe série 90
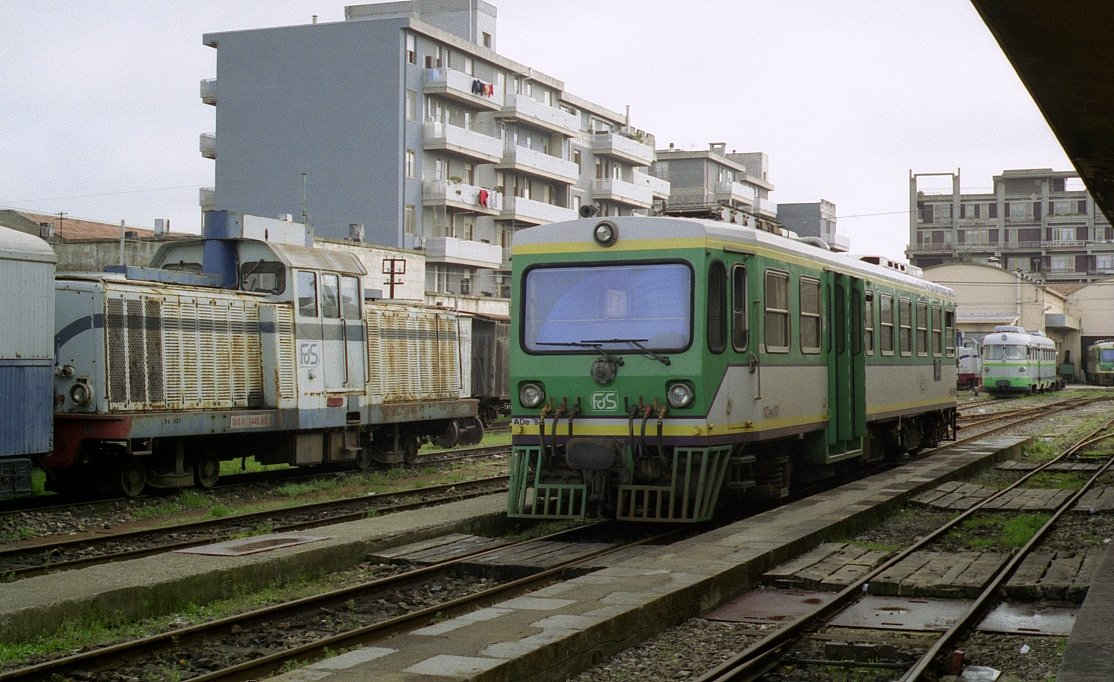
En gare de Macomer.
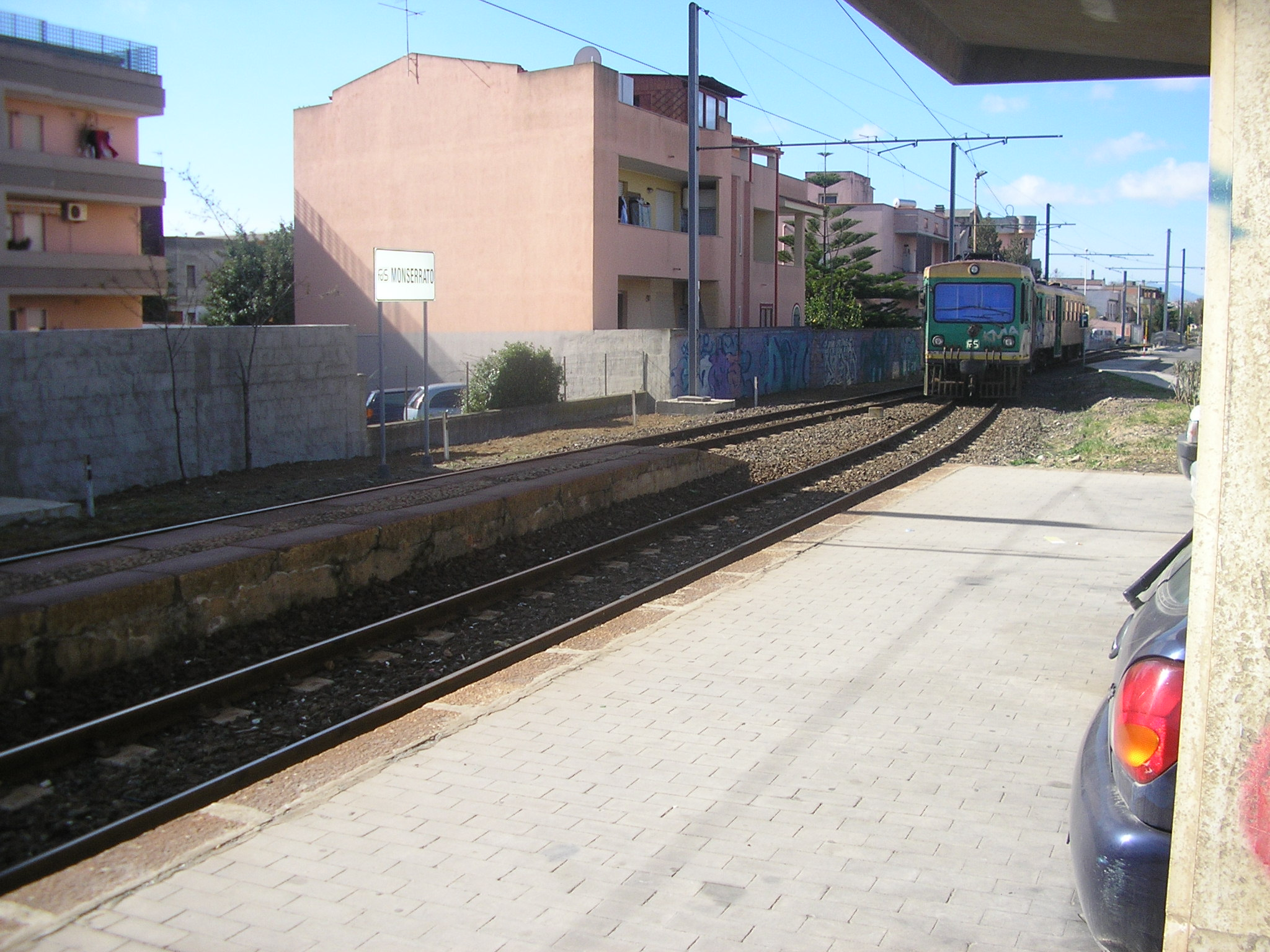
en gare de Monserrato.